# 위헌법률심판
위헌법률심판(違憲法律審判)은 국회가 만든 법률이나 헌법에 의하여 법률과 같은 효력을 가지는 대통령의 긴급명령·조약·일반적으로 승인된 국제 법규 등이 헌법에 위반되는지를 심사하고 헌법에 위반된다고 판단되는 경우에 그 법률에 대해 효력을 잃게 하거나 적용하지 못하게 하기 위해 헌법재판소의 심리로 진행되는 재판이다. 위헌 결정이 된 최초의 법률은 1988년 11월 5일에 사건이 접수되어 1989년 1월 25일 위헌 결정을 했던 국가를 상대로 하는 재산권 청구에 있어 가집행을 제한하는 소송촉진에 관한 특례법 제6조다.(1988헌가7)

## 근거 조문과 요건
대한민국 헌법 제107조 제1항법률이 헌법에 위반하는 여부가 재판의 전제가 된 경우에는 법원은 헌법재판소에 제청하여 그 심판에 의하여 재판한다.

헌법재판소법 제41조(위헌 여부 심판의 제청) 제1항법률이 헌법에 위반되는지 여부가 재판의 전제가 된 경우에는 당해 사건을 담당하는 법원(군사법원을 포함한다. 이하 같다)은 직권 또는 당사자의 신청에 의한 결정으로 헌법재판소에 위헌 여부 심판을 제청한다.

### 위헌법률심판의 요건
1. 심판대상이 법률이나 헌법에 의하여 법률과 같은 효력을 가지는 대통령 긴급명령•조약•일반적으로 승인된 국제법규이어야 하고,
2. 재판의 전제성을 갖추어야 하며,
3. 법원의 제청이 있어야 한다.

요건을 갖추면 제청법원의 표시, 사건 및 당사자의 표시, 위헌이라고 해석되는 법률 또는 법률의 조항, 위헌이라고 해석되는 이유, 그 밖에 필요한 사항을 기재한 제청서를 헌법재판소에 제출하며 대법원이 아닌 법원은 대법원을 경유한다.
다만, 1988년 헌법이 '전제성이 있다면 헌법재판소에 제청'(107조 1항)하게 하고 대법원은 단지 명령ㆍ규칙 또는 처분이 헌법이나 법률에 위반되는 여부가 재판의 전제가 된 경우에 최종적으로 심사할 권한(107조 5항)을 가지게 하는 방법으로 법원의 위헌 심사권을 제한하였으나 1988년 이전의 법원이 가지던 위헌 심사권을 관행적으로 유지하여 '전제성이 있을 때 기각'하면서 '전제성이 없을 때는 법적 근거없이 각하'를 하고 있다.(형사소송법은 부적법하면 기각을 정하고 있어 원칙적으로 전제성을 인정하지 않는 것은 부적법한 것으로 기각 대상이다.) 전제성 있는 법률은 해당 사건의 적용법조에 한정하지 않으며 재판을 진행할 때 근거가 되는 법률(법원조직법, 형법, 형사소송법 등)도 포함하며 본안 사건 뿐만 아니라 이에 부수적인 신청사건도 가능하다.
법원행정처 위헌법률심판제청 실무편람에 따르면 각급 법원이 위헌제청을 하기 위해서는 법률의 위헌여부가 재판의 전제가 될 뿐만 아니라 '법률을 위헌이라고 인정할 만한 상당한 이유가 있어야 한다'고 하면서 "어떤 법률이 헌법에 위배되는 것처럼 보이더라도 다른 해석방법에 의해 헌법에 합치되는 것으로 볼 수 있을 때에는 법원이 헌법에 합치되는 해석방법을 택해야 하며 이러한 법률을 위헌이라고 판단해서는 안된다"고 되어 있어 재판부로 하여금 법률의 위헌 심사권을 행사하게 하나 헌법재판소는 문제가 되는 법률조항이 담당 법관 스스로의 법적 견해에 의해 '단순한 의심을 넘어선 합리적인 위헌의 의심'이 있으면 위헌여부의 심판을 제청해야 한다"는 입장이다.(93헌가2)

## 심판 대상
헌법재판소는 제청된 법률 또는 법률 조항의 위헌 여부만을 결정한다. 다만, 법률 조항의 위헌결정으로 인하여 해당 법률 전부를 시행할 수 없다고 인정될 때에는 그 전부에 대하여 위헌결정을 할 수 있고(헌법재판소법 제45조) 일부 특정한 상황에서 위헌이나 합헌이 되는 한정 위헌, 한정 합헌이나 일정한 경과 기간을 두어 입법기관이 법률을 개정하지 않으면 법률의 효력을 상실하는 헌법 불합치 결정을 하기도 한다.

### 폐지된 법률이 위헌법률심판의 대상이 되는지 여부
'폐지된 법률'이라 하더라도 당해 소송사건에 적용될 수 있어 재판의 전제가 되는 경우에는 예외적으로 위헌법률심판의 대상이 될 수 있다. 예를 들어 개정법 부칙에 의하여 구법이 계속 적용되거나, 폐지된 법률에 의하여 법익침해상태가 계속되는 경우에는 심판할 수 있다.

## 재판의 정지
헌법과 법률에 의하여 법률의 위헌 여부가 재판의 전제가 된 때는 법원이 법률의 위헌 여부 심판을 헌법재판소에 제청하여 해당 소송사건의 재판은 법원이 긴급하다고 인정하여 진행할 수 있는 종국재판 외의 소송절차를 제외하고(헌법재판소법 제42조) 헌법재판소의 위헌 여부의 결정이 있을 때까지 정지하여야 한다. 다만 신속한 재판을 받을 권리가 있는 피고인의 이익을 위하여 위헌 취지의재판을 진행할 수 있다.

## 위헌결정의 효력
법률의 위헌결정은 법원과 그 밖의 국가기관 및 지방자치단체를 기속(羈束)하며, 위헌으로 결정된 법률 또는 법률의 조항은 그 결정이 있는 날부터 효력을 상실한다.(헌법재판소법 제47조제1항·제2항)

### 형벌 규정 위헌결정의 소급효
형벌에 관한 법률 또는 법률의 조항은 소급하여 그 효력을 상실하고, 위헌으로 결정된 법률 또는 법률의 조항에 근거한 유죄의 확정판결에 대하여는 재심을 청구할 수 있다.(헌법재판소법 제47조제3항 본문·제4항)
다만, 해당 법률 또는 법률의 조항에 대하여 종전에 합헌으로 결정한 사건이 있는 경우에는 그 결정이 있는 날의 다음 날로 소급하여 효력을 상실한다.(헌법재판소법 제47조제3항 단서) 이 규정은 2014년 5월 20일에 신설되었는데, 이는 헌법재판소가 2002년에 합헌 결정을 했던 혼인빙자간음죄에 대해 2009년 11월 26일에 위헌 결정을 하면서 재심과 형사보상금 지급 등의 후폭풍이 생긴 게 원인이 되었다.
이에 따라 2015년 2월 26일 헌법재판소가 위헌 결정을 한 간통죄는 직전에 합헌 결정을 한 2008년 10월 30일 이전에 유죄판결이 확정된 사건에 대해서는 재심을 청구할 수 없다.

## 같이 보기
- 헌법재판소
- 위헌법률 심판제청권